# Ligue A 2017-2018 (femminile)
La Ligue A 2017-2018 si è svolta dal 13 ottobre 2017 al 5 maggio 2018: al torneo hanno partecipato dodici squadre di club francesi e la vittoria finale è andata per la prima volta al Béziers.

## Regolamento

### Formula
Le squadre hanno disputato un girone all'italiana, con gare di andata e ritorno, per un totale di ventidue giornate; al termine della regular season:
- Le prime otto classificate hanno acceduto ai play-off scudetto, strutturati in quarti di finale, semifinali, entrambe giocate al meglio di due vittorie su tre gare, e finale, giocata in gara unica.
- Le ultime due classificate sono retrocesse in Élite.

### Criteri di classifica
Se il risultato finale è stato di 3-0 o 3-1 sono stati assegnati 3 punti alla squadra vincente e 0 a quella sconfitta, se il risultato finale è stato di 3-2 sono stati assegnati 2 punti alla squadra vincente e 1 a quella sconfitta.
L'ordine del posizionamento in classifica è stato definito in base a:
- Punti;
- Eventuali penalità subite;
- Numero di partite vinte;
- Ratio dei set vinti/persi;
- Ratio dei punti realizzati/subiti.

## Squadre partecipanti
Al campionato di Ligue A 2017-18 hanno partecipato dodici squadre: quella neopromossa dall'Élite è stata lo Chamalières, prima classificata ai play-off promozione, e il Clamart, seconda classificata ai play-off promozione; una squadra che ha avuto il diritto di partecipazione, ossia il Clamart, ha rinunciato all'iscrizione: al suo posto è stato ripescato il Quimper.
| Club                 | Città               | Palazzetto                                     | Stagione precedente                              |
| -------------------- | ------------------- | ---------------------------------------------- | ------------------------------------------------ |
| ASPTT Mulhouse       | Mulhouse            | Palais des Sports Mulhouse                     | 1ª in Ligue A Campione di Francia                |
| Béziers              | Béziers             | Halle Four à Chaux Béziers                     | 3ª in Ligue A Quarti di finale play-off scudetto |
| Chamalières          | Chamalières         | Complexe Sportif Pierre Chatrousse Chamalières | 2ª in Élite (girone A) 1ª ai play-off promozione |
| Évreux               | Évreux              | Gymnase Canada Évreux                          | 9ª in Ligue A                                    |
| Le Cannet            | Le Cannet           | Gymnase Maillan Le Cannet                      | 2ª in Ligue A Finale play-off scudetto           |
| Nantes               | Nantes              | Salle Saint Joseph II Nantes                   | 4ª in Ligue A Quarti di finale play-off scudetto |
| Quimper              | Quimper             | Halle des Sports Quimper                       | 11ª in Ligue A                                   |
| RC Cannes            | Cannes              | Palais des Victoires Cannes                    | 5ª in Ligue A Semifinali play-off scudetto       |
| Saint-Raphaël        | Saint-Raphaël       | Salle Pierre Clere Saint-Raphaël               | 6ª in Ligue A Quarti di finale play-off scudetto |
| Saint-Cloud Paris SF | Parigi              | Gymnase Geo André Parigi                       | 8ª in Ligue A Quarti di finale play-off scudetto |
| Vandœuvre Nancy      | Vandœuvre-lès-Nancy | Parc des Sports Vandœuvre-lès-Nancy            | 10ª in Ligue A                                   |
| Venelles             | Venelles            | Halle des Sports Venelles                      | 7ª in Ligue A Quarti di finale play-off scudetto |

## Torneo

### Regular season

#### Risultati
| Prima giornata |                               |     |                                   |
|                |                               |     |                                   |
| 13-10          | Saint-Raphaël-Le Cannet       | 2-3 | 25-21, 25-20, 20-25, 19-25, 13-15 |
| 13-10          | RC Cannes-Vandœuvre Nancy     | 3-1 | 14-25, 25-20, 25-19, 28-26        |
| 14-10          | Évreux-Quimper                | 3-2 | 15-25, 23-25, 25-20, 25-23, 15-13 |
| 14-10          | Nantes-Béziers                | 0-3 | 20-25, 18-25, 18-25               |
| 14-10          | Venelles-Saint-Cloud Paris SF | 0-3 | 29-31, 24-26, 21-25               |
| 16-10          | ASPTT Mulhouse-Chamalières    | 3-0 | 26-24, 25-23, 30-28               |

| Seconda giornata |                                    |     |                                   |
|                  |                                    |     |                                   |
| 21-10            | Chamalières-Évreux                 | 3-2 | 24-26, 12-25, 25-17, 25-23, 15-12 |
| 21-10            | Saint-Cloud Paris SF-Saint-Raphaël | 3-2 | 16-25, 17-25, 25-21, 27-25, 15-13 |
| 21-10            | Quimper-Nantes                     | 1-3 | 16-25, 25-19, 15-25, 20-25        |
| 21-10            | Béziers-RC Cannes                  | 3-0 | 25-20, 25-23, 25-18               |
| 22-10            | Vandœuvre Nancy-ASPTT Mulhouse     | 3-1 | 20-25, 25-23, 28-26, 25-18        |
| 25-10            | Le Cannet-Venelles                 | 3-1 | 23-25, 25-22, 25-19, 26-24        |

| Terza giornata |                                |     |                                   |
|                |                                |     |                                   |
| 27-10          | RC Cannes-Saint-Cloud Paris SF | 3-1 | 25-19, 22-25, 25-15, 25-22        |
| 28-10          | Évreux-Le Cannet               | 3-1 | 26-24, 22-25, 25-19, 25-21        |
| 28-10          | Saint-Raphaël-Quimper          | 3-0 | 25-17, 30-28, 25-23               |
| 28-10          | ASPTT Mulhouse-Béziers         | 3-0 | 25-18, 26-24, 25-19               |
| 30-10          | Nantes-Vandœuvre Nancy         | 2-3 | 25-23, 22-25, 24-26, 25-18, 13-15 |
| 30-10          | Venelles-Chamalières           | 3-1 | 25-22, 25-18, 20-25, 25-23        |

| Quarta giornata |                                      |     |                                   |
|                 |                                      |     |                                   |
| 03-11           | ASPTT Mulhouse-Évreux                | 3-2 | 22-25, 25-23, 20-25, 25-23, 15-8  |
| 04-11           | Le Cannet-Nantes                     | 3-2 | 25-19, 23-25, 25-17, 28-30, 15-10 |
| 04-11           | Saint-Cloud Paris SF-Vandœuvre Nancy | 3-1 | 25-22, 25-23, 21-25, 25-18        |
| 04-11           | RC Cannes-Quimper                    | 3-0 | 25-18, 25-19, 25-13               |
| 04-11           | Béziers-Venelles                     | 3-0 | 25-21, 25-21, 25-20               |
| 05-11           | Chamalières-Saint-Raphaël            | 0-3 | 20-25, 13-25, 20-25               |

| Quinta giornata |                              |     |                     |
|                 |                              |     |                     |
| 10-11           | Saint-Cloud Paris SF-Béziers | 0-3 | 22-25, 16-25, 18-25 |
| 11-11           | Saint-Raphaël-Évreux         | 3-0 | 25-22, 25-18, 25-9  |
| 11-11           | Nantes-ASPTT Mulhouse        | 0-3 | 22-25, 17-25, 12-25 |
| 11-11           | RC Cannes-Chamalières        | 3-0 | 25-21, 25-19, 25-17 |
| 12-11           | Venelles-Quimper             | 3-0 | 25-17, 25-17, 25-23 |
| 15-11           | Vandœuvre Nancy-Le Cannet    | 0-3 | 22-25, 21-25, 18-25 |

| Sesta giornata |                              |     |                            |
|                |                              |     |                            |
| 18-11          | Chamalières-Nantes           | 1-3 | 21-25, 25-22, 17-25, 16-25 |
| 18-11          | Quimper-Saint-Cloud Paris SF | 3-0 | 25-22, 25-16, 25-20        |
| 18-11          | Le Cannet-RC Cannes          | 1-3 | 25-18, 16-25, 21-25, 19-25 |
| 18-11          | Béziers-Vandœuvre Nancy      | 3-0 | 25-19, 25-18, 25-13        |
| 19-11          | Évreux-Venelles              | 0-3 | 22-25, 28-30, 22-25        |
| 19-11          | ASPTT Mulhouse-Saint-Raphaël | 3-0 | 26-24, 25-15, 25-19        |

| Settima giornata |                                  |     |                                   |
|                  |                                  |     |                                   |
| 24-11            | Venelles-ASPTT Mulhouse          | 3-2 | 25-19, 22-25, 25-27, 25-21, 15-12 |
| 24-11            | Nantes-Saint-Raphaël             | 3-0 | 25-23, 25-18, 30-28               |
| 25-11            | RC Cannes-Évreux                 | 3-0 | 25-16, 25-14, 25-19               |
| 25-11            | Vandœuvre Nancy-Quimper          | 1-3 | 17-25, 25-15, 20-25, 20-25        |
| 25-11            | Saint-Cloud Paris SF-Chamalières | 3-0 | 25-20, 25-18, 25-23               |
| 25-11            | Béziers-Le Cannet                | 3-2 | 25-17, 23-25, 23-25, 25-15, 15-13 |

| Ottava giornata |                                |     |                                   |
|                 |                                |     |                                   |
| 01-12           | Le Cannet-Saint-Cloud Paris SF | 0-3 | 13-25, 22-25, 24-26               |
| 01-12           | Saint-Raphaël-Venelles         | 3-2 | 22-25, 23-25, 25-12, 25-20, 16-14 |
| 01-12           | Chamalières-Vandœuvre Nancy    | 2-3 | 19-25, 25-22, 19-25, 25-18, 4-15  |
| 02-12           | Évreux-Nantes                  | 3-0 | 25-21, 25-21, 25-20               |
| 02-12           | Quimper-Béziers                | 1-3 | 15-25, 19-25, 25-20, 14-25        |
| 02-12           | ASPTT Mulhouse-RC Cannes       | 0-3 | 21-25, 11-25, 18-25               |

| Nona giornata |                                     |     |                                   |
|               |                                     |     |                                   |
| 05-12         | Vandœuvre Nancy-Évreux              | 3-2 | 23-25, 25-17, 25-19, 19-25, 15-12 |
| 05-12         | RC Cannes-Saint-Raphaël             | 3-1 | 25-20, 21-25, 25-22, 25-19        |
| 05-12         | Nantes-Venelles                     | 0-3 | 19-25, 22-25, 22-25               |
| 05-12         | Quimper-Le Cannet                   | 3-2 | 25-23, 20-25, 13-25, 25-19, 15-11 |
| 05-12         | Saint-Cloud Paris SF-ASPTT Mulhouse | 1-3 | 20-25, 25-20, 18-25, 22-25        |
| 05-12         | Béziers-Chamalières                 | 3-0 | 25-21, 25-13, 25-18               |

| Decima giornata |                             |     |                                   |
|                 |                             |     |                                   |
| 08-12           | ASPTT Mulhouse-Quimper      | 3-1 | 29-27, 25-21, 24-26, 25-21        |
| 09-12           | Chamalières-Le Cannet       | 0-3 | 21-25, 22-25, 17-25               |
| 09-12           | Saint-Raphaël-Béziers       | 2-3 | 25-11, 22-25, 22-25, 25-20, 12-15 |
| 09-12           | Venelles-Vandœuvre Nancy    | 3-2 | 23-25, 25-18, 23-25, 25-15, 15-13 |
| 09-12           | Nantes-RC Cannes            | 2-3 | 25-20, 23-25, 25-18, 16-25, 13-15 |
| 10-12           | Évreux-Saint-Cloud Paris SF | 3-0 | 25-18, 25-18, 25-16               |

| Undicesima giornata |                               |     |                                   |
|                     |                               |     |                                   |
| 15-12               | Vandœuvre Nancy-Saint-Raphaël | 3-0 | 25-15, 27-25, 25-17               |
| 15-12               | Saint-Cloud Paris SF-Nantes   | 3-0 | 25-12, 25-18, 25-21               |
| 16-12               | Quimper-Chamalières           | 3-0 | 25-14, 25-17, 25-19               |
| 16-12               | Le Cannet-ASPTT Mulhouse      | 3-2 | 15-25, 30-32, 25-23, 25-22, 15-11 |
| 17-12               | Béziers-Évreux                | 3-0 | 25-12, 25-19, 25-17               |
| 17-12               | RC Cannes-Venelles            | 3-1 | 25-23, 19-25, 25-21, 25-14        |

| Dodicesima giornata |                                    |     |                                   |
|                     |                                    |     |                                   |
| 05-01               | Évreux-Chamalières                 | 3-1 | 25-21, 22-25, 25-18, 25-23        |
| 06-01               | ASPTT Mulhouse-Vandœuvre Nancy     | 3-1 | 25-22, 29-31, 25-18, 25-20        |
| 06-01               | RC Cannes-Béziers                  | 2-3 | 29-31, 25-12, 25-27, 25-19, 6-15  |
| 06-01               | Nantes-Quimper                     | 2-3 | 23-25, 21-25, 26-24, 25-9, 17-19  |
| 06-01               | Venelles-Le Cannet                 | 3-2 | 16-25, 28-26, 25-23, 23-25, 15-11 |
| 06-01               | Saint-Raphaël-Saint-Cloud Paris SF | 3-2 | 26-24, 22-25, 25-22, 22-25, 19-17 |

| Tredicesima giornata |                                |     |                                   |
|                      |                                |     |                                   |
| 12-01                | Quimper-Saint-Raphaël          | 3-2 | 19-25, 25-20, 16-25, 25-22, 15-12 |
| 13-01                | Saint-Cloud Paris SF-RC Cannes | 0-3 | 10-25, 18-25, 17-25               |
| 13-01                | Chamalières-Venelles           | 1-3 | 25-21, 21-25, 22-25, 18-25        |
| 13-01                | Vandœuvre Nancy-Nantes         | 0-3 | 23-25, 17-25, 17-25               |
| 13-01                | Béziers-ASPTT Mulhouse         | 3-0 | 25-22, 25-13, 25-21               |
| 13-01                | Le Cannet-Évreux               | 3-0 | 25-16, 25-17, 25-17               |

| Quattordicesima giornata |                                      |     |                                   |
|                          |                                      |     |                                   |
| 20-01                    | Évreux-ASPTT Mulhouse                | 2-3 | 14-25, 18-25, 25-19, 25-22, 10-15 |
| 20-01                    | Vandœuvre Nancy-Saint-Cloud Paris SF | 3-1 | 21-25, 25-15, 25-22, 29-27        |
| 20-01                    | Venelles-Béziers                     | 2-3 | 22-25, 19-25, 25-21, 25-19, 11-15 |
| 20-01                    | Nantes-Le Cannet                     | 0-3 | 19-25, 24-26, 13-25               |
| 20-01                    | Quimper-RC Cannes                    | 1-3 | 25-17, 25-27, 20-25, 17-25        |
| 21-01                    | Saint-Raphaël-Chamalières            | 3-0 | 25-12, 25-16, 25-22               |

| Quindicesima giornata |                              |     |                            |
|                       |                              |     |                            |
| 27-01                 | Évreux-Saint-Raphaël         | 1-3 | 14-25, 26-24, 11-25, 17-25 |
| 27-01                 | Chamalières-RC Cannes        | 0-3 | 22-25, 21-25, 19-25        |
| 27-01                 | Quimper-Venelles             | 3-0 | 25-23, 25-14, 25-20        |
| 27-01                 | ASPTT Mulhouse-Nantes        | 3-1 | 25-21, 22-25, 25-22, 29-27 |
| 28-01                 | Béziers-Saint-Cloud Paris SF | 3-1 | 26-24, 20-25, 25-15, 25-18 |
| 29-01                 | Le Cannet-Vandœuvre Nancy    | 3-0 | 25-18, 25-16, 25-23        |

| Sedicesima giornata |                              |     |                                   |
|                     |                              |     |                                   |
| 02-02               | Nantes-Chamalières           | 3-0 | 25-17, 25-17, 25-16               |
| 02-02               | Saint-Raphaël-ASPTT Mulhouse | 1-3 | 13-25, 30-28, 23-25, 23-25        |
| 03-02               | RC Cannes-Le Cannet          | 0-3 | 23-25, 21-25, 21-25               |
| 03-02               | Vandœuvre Nancy-Béziers      | 0-3 | 23-25, 16-25, 18-25               |
| 03-02               | Venelles-Évreux              | 3-2 | 20-25, 28-26, 25-27, 25-17, 15-12 |
| 04-02               | Saint-Cloud Paris SF-Quimper | 3-2 | 26-28, 25-16, 25-20, 19-25, 15-13 |

| Diciassettesima giornata |                                  |     |                                   |
|                          |                                  |     |                                   |
| 09-02                    | Évreux-RC Cannes                 | 0-3 | 12-25, 9-25, 21-25                |
| 10-02                    | Chamalières-Saint-Cloud Paris SF | 3-2 | 25-15, 20-25, 19-25, 25-15, 17-15 |
| 10-02                    | Quimper-Vandœuvre Nancy          | 0-3 | 20-25, 25-27, 16-25               |
| 10-02                    | Le Cannet-Béziers                | 3-2 | 25-22, 17-25, 17-25, 25-20, 15-13 |
| 10-02                    | ASPTT Mulhouse-Venelles          | 3-0 | 25-21, 26-24, 25-17               |
| 10-02                    | Saint-Raphaël-Nantes             | 3-0 | 25-17, 25-23, 25-20               |

| Diciottesima giornata |                                |     |                                   |
|                       |                                |     |                                   |
| 16-02                 | Venelles-Saint-Raphaël         | 0-3 | 11-25, 16-25, 20-25               |
| 16-02                 | Béziers-Quimper                | 3-0 | 25-20, 25-20, 25-18               |
| 17-02                 | Vandœuvre Nancy-Chamalières    | 3-0 | 25-17, 25-18, 25-23               |
| 17-02                 | RC Cannes-ASPTT Mulhouse       | 3-1 | 21-25, 25-19, 25-17, 25-23        |
| 17-02                 | Nantes-Évreux                  | 3-0 | 25-13, 25-13, 25-21               |
| 17-02                 | Saint-Cloud Paris SF-Le Cannet | 3-2 | 25-13, 22-25, 15-25, 25-23, 15-12 |

| Diciannovesima giornata |                                     |     |                                   |
|                         |                                     |     |                                   |
| 24-02                   | Évreux-Vandœuvre Nancy              | 3-2 | 24-26, 19-25, 31-29, 25-19, 15-12 |
| 24-02                   | Saint-Raphaël-RC Cannes             | 2-3 | 21-25, 20-25, 27-25, 25-15, 13-15 |
| 24-02                   | ASPTT Mulhouse-Saint-Cloud Paris SF | 3-0 | 25-11, 25-17, 25-20               |
| 24-02                   | Venelles-Nantes                     | 1-3 | 25-10, 23-25, 24-26, 23-25        |
| 25-02                   | Le Cannet-Quimper                   | 3-1 | 25-20, 25-21, 18-25, 25-22        |
| 26-02                   | Chamalières-Béziers                 | 0-3 | 22-25, 22-25, 22-25               |

| Ventesima giornata |                             |     |                            |
|                    |                             |     |                            |
| 02-03              | Le Cannet-Chamalières       | 3-1 | 25-15, 25-20, 24-26, 25-21 |
| 03-03              | RC Cannes-Nantes            | 3-0 | 25-15, 25-21, 25-11        |
| 03-03              | Vandœuvre Nancy-Venelles    | 1-3 | 28-26, 22-25, 21-25, 18-25 |
| 03-03              | Saint-Cloud Paris SF-Évreux | 3-1 | 25-18, 25-22, 19-25, 25-23 |
| 03-03              | Béziers-Saint-Raphaël       | 1-3 | 23-25, 30-28, 20-25, 18-25 |
| 04-03              | Quimper-ASPTT Mulhouse      | 0-3 | 23-25, 20-25, 21-25        |

| Ventunesima giornata |                               |     |                                   |
|                      |                               |     |                                   |
| 17-03                | Évreux-Béziers                | 1-3 | 21-25, 26-24, 13-25, 17-25        |
| 17-03                | Venelles-RC Cannes            | 3-2 | 25-22, 16-25, 14-25, 25-20, 15-13 |
| 17-03                | Saint-Raphaël-Vandœuvre Nancy | 3-0 | 25-23, 25-19, 25-14               |
| 17-03                | ASPTT Mulhouse-Le Cannet      | 3-0 | 25-16, 25-19, 27-25               |
| 17-03                | Nantes-Saint-Cloud Paris SF   | 3-2 | 25-21, 25-19, 23-25, 21-25, 15-12 |
| 18-03                | Chamalières-Quimper           | 3-0 | 25-23, 25-23, 26-24               |

| Ventiduesima giornata |                               |     |                                  |
|                       |                               |     |                                  |
| 24-03                 | Chamalières-ASPTT Mulhouse    | 3-0 | 25-19, 25-19, 25-21              |
| 24-03                 | Le Cannet-Saint-Raphaël       | 3-2 | 22-25, 25-19, 25-21, 17-25, 15-7 |
| 24-03                 | Quimper-Évreux                | 1-3 | 20-25, 25-18, 16-25, 22-25       |
| 24-03                 | Saint-Cloud Paris SF-Venelles | 3-1 | 24-26, 27-25, 28-26, 25-9        |
| 24-03                 | Vandœuvre Nancy-RC Cannes     | 0-3 | 25-27, 19-25, 23-25              |
| 24-03                 | Béziers-Nantes                | 3-1 | 25-11, 25-20, 28-30, 25-21       |

#### Classifica
| Pos. | Squadra              | Pt | G  | V  | P  | SV | SP | Ratio | PF    | PS    | Ratio |
| ---- | -------------------- | -- | -- | -- | -- | -- | -- | ----- | ----- | ----- | ----- |
| 1.   | Béziers              | 54 | 22 | 19 | 3  | 60 | 21 | 2.857 | 1 891 | 1 627 | 1.162 |
| 2.   | RC Cannes            | 54 | 22 | 18 | 4  | 58 | 23 | 2.522 | 1 888 | 1 618 | 1.167 |
| 3.   | ASPTT Mulhouse       | 45 | 22 | 15 | 7  | 51 | 30 | 1.700 | 1 888 | 1 771 | 1.066 |
| 4.   | Saint-Raphaël        | 37 | 22 | 11 | 11 | 47 | 39 | 1.205 | 1 940 | 1 794 | 1.081 |
| 5.   | Le Cannet            | 35 | 22 | 14 | 8  | 52 | 37 | 1.405 | 1 972 | 1 889 | 1.044 |
| 6.   | Venelles             | 30 | 22 | 11 | 11 | 41 | 46 | 0.891 | 1 914 | 1 959 | 0.977 |
| 7.   | Saint-Cloud Paris SF | 30 | 22 | 10 | 12 | 40 | 45 | 0.889 | 1 820 | 1 908 | 0.954 |
| 8.   | Nantes               | 27 | 22 | 8  | 14 | 34 | 47 | 0.723 | 1 738 | 1 808 | 0.961 |
| 9.   | Vandœuvre Nancy      | 23 | 22 | 8  | 14 | 33 | 50 | 0.660 | 1 798 | 1 891 | 0.951 |
| 10.  | Quimper              | 20 | 22 | 7  | 15 | 31 | 52 | 0.596 | 1 753 | 1 884 | 0.930 |
| 11.  | Évreux               | 20 | 22 | 7  | 15 | 34 | 52 | 0.654 | 1 749 | 1 946 | 0.899 |
| 12.  | Chamalières          | 11 | 22 | 4  | 18 | 19 | 58 | 0.328 | 1 566 | 1 822 | 0.859 |

| Qualificata ai play-off scudetto | Retrocessa in Élite |

### Play-off scudetto

#### Tabellone
|  | Quarti di finale | Quarti di finale     | Quarti di finale     | Quarti di finale | Quarti di finale |  |  | Semifinali | Semifinali     | Semifinali     | Semifinali | Semifinali |  |  | Finale | Finale  | Finale |  |
|  |                  |                      |                      |                  |                  |  |  |            |                |                |            |            |  |  |        |         |        |  |
|  | 1                | Béziers              | Béziers              | 3                | 3                |  |  |            |                |                |            |            |  |  |        |         |        |  |
|  | 8                | Nantes               | Nantes               | 0                | 1                |  |  | 1          | Béziers        | Béziers        | 3          | 3          |  |  |        |         |        |  |
|  | 4                | Saint-Raphaël        | 3                    | 1                | 3                |  |  | 4          | Saint-Raphaël  | Saint-Raphaël  | 0          | 0          |  |  |        |         |        |  |
|  | 5                | Le Cannet            | 0                    | 3                | 0                |  |  |            |                |                |            |            |  |  | 1      | Béziers | 3      |  |
|  | 2                | RC Cannes            | RC Cannes            | 3                | 3                |  |  |            |                | 2              | RC Cannes  | 2          |  |  |        |         |        |  |
|  | 7                | Saint-Cloud Paris SF | Saint-Cloud Paris SF | 2                | 0                |  |  | 2          | RC Cannes      | RC Cannes      | 3          | 3          |  |  |        |         |        |  |
|  | 3                | ASPTT Mulhouse       | 3                    | 1                | 3                |  |  | 3          | ASPTT Mulhouse | ASPTT Mulhouse | 0          | 1          |  |  |        |         |        |  |
|  | 6                | Venelles             | 0                    | 3                | 2                |  |  |            |                |                |            |            |  |  |        |         |        |  |

#### Risultati
| Quarti di finale |                                |     |                                   |
|                  |                                |     |                                   |
| 31-03            | Béziers-Nantes                 | 3-0 | 25-18, 25-17, 25-21               |
| 31-03            | RC Cannes-Saint-Cloud Paris SF | 3-2 | 25-17, 18-25, 25-16, 22-25, 15-12 |
| 31-03            | ASPTT Mulhouse-Venelles        | 3-0 | 26-24, 25-21, 25-16               |
| 30-03            | Saint-Raphaël-Le Cannet        | 3-0 | 25-23, 25-21, 25-20               |

| 14-04 | Nantes-Béziers                 | 1-3 | 25-27, 25-27, 25-21, 24-26 |
| 14-04 | Saint-Cloud Paris SF-RC Cannes | 0-3 | 18-25, 26-28, 19-25        |
| 13-04 | Venelles-ASPTT Mulhouse        | 3-1 | 25-18, 25-21, 20-25, 26-24 |
| 14-04 | Le Cannet-Saint-Raphaël        | 3-1 | 26-24, 23-25, 25-18, 25-20 |

| 17-04 | ASPTT Mulhouse-Venelles | 3-2 | 19-25, 20-25, 25-18, 25-19, 15-8 |
| 17-04 | Saint-Raphaël-Le Cannet | 3-0 | 25-17, 25-22, 25-20              |

| Semifinali |                          |     |                     |
|            |                          |     |                     |
| 21-04      | Béziers-Saint-Raphaël    | 3-0 | 25-22, 25-18, 26-24 |
| 21-04      | RC Cannes-ASPTT Mulhouse | 3-0 | 25-11, 25-17, 25-15 |

| 25-04 | Saint-Raphaël-Béziers    | 0-3 | 22-25, 19-25, 19-25        |
| 26-04 | ASPTT Mulhouse-RC Cannes | 1-3 | 20-25, 25-22, 22-25, 24-26 |

| Finale |                   |     |                                  |
|        |                   |     |                                  |
| 05-05  | Béziers-RC Cannes | 3-2 | 25-22, 20-25, 25-18, 25-27, 15-8 |

## Verdetti
| Squadra        | Qualificazione           |
| -------------- | ------------------------ |
| Béziers        | Champions League 2018-19 |
| RC Cannes      | Champions League 2018-19 |
| ASPTT Mulhouse | Coppa CEV 2018-19        |
| Saint-Raphaël  | Coppa CEV 2018-19        |
| Le Cannet      | Challenge Cup 2018-19    |
| Évreux         | Élite 2018-19            |
| Chamalières    | Élite 2018-19            |

## Premi individuali
| Premio                 | Nome            | Squadra        |
| ---------------------- | --------------- | -------------- |
| MVP                    | Britt Herbots   | ASPTT Mulhouse |
| Miglior palleggiatrice | Eva Mori        | Béziers        |
| Miglior opposto        | Krystal Rivers  | Béziers        |
| Miglior schiacciatrice | Britt Herbots   | ASPTT Mulhouse |
| Miglior centrale       | Olena Charčenko | Le Cannet      |
| Miglior libero         | Jole Ruzzini    | RC Cannes      |
| Miglior allenatore     | Cyril Ong       | Béziers        |

## Statistiche
| Rendimento individuale | Rendimento individuale | Rendimento individuale | Rendimento individuale |
| Pos.                   | Nome                   | Punti                  | Squadra                |
| ---------------------- | ---------------------- | ---------------------- | ---------------------- |
| 1                      | Krystal Rivers         | 493                    | Béziers                |
| 2                      | Karolina Goliat        | 431                    | Saint-Raphaël          |
| 3                      | Britt Herbots          | 399                    | ASPTT Mulhouse         |
| 4                      | Alexandra Dascalu      | 396                    | Saint-Cloud Paris SF   |
| 5                      | Katie Carter           | 395                    | Nantes                 |
| 6                      | Nadia Centoni          | 383                    | RC Cannes              |
| 7                      | Juliette Fidon         | 368                    | Béziers                |
| 8                      | Nadija Kodola          | 356                    | RC Cannes              |
| 9                      | Bojana Marković        | 330                    | ASPTT Mulhouse         |
| 10                     | Liesbet Vindevoghel    | 313                    | Saint-Raphaël          |

| Attacchi vincenti | Attacchi vincenti     | Attacchi vincenti | Attacchi vincenti    |
| Pos.              | Nome                  | Punti             | Squadra              |
| ----------------- | --------------------- | ----------------- | -------------------- |
| 1                 | Krystal Rivers        | 430               | Béziers              |
| 2                 | Britt Herbots         | 362               | ASPTT Mulhouse       |
| 3                 | Karolina Goliat       | 348               | Saint-Raphaël        |
| 4                 | Nadia Centoni         | 341               | RC Cannes            |
| 5                 | Katie Carter          | 330               | Nantes               |
| 5                 | Alexandra Dascalu     | 330               | Saint-Cloud Paris SF |
| 7                 | Nadija Kodola         | 324               | RC Cannes            |
| 8                 | Juliette Fidon        | 286               | Béziers              |
| 9                 | Christelle Tchoudjang | 277               | Chamalières          |
| 10                | Bojana Marković       | 269               | ASPTT Mulhouse       |

| Muri vincenti | Muri vincenti            | Muri vincenti | Muri vincenti   |
| Pos.          | Nome                     | Punti         | Squadra         |
| ------------- | ------------------------ | ------------- | --------------- |
| 1             | Olena Charčenko          | 84            | Le Cannet       |
| 2             | Myriam Kloster           | 76            | RC Cannes       |
| 3             | Léandra Olinga           | 72            | Évreux          |
| 4             | Tamara Matos             | 67            | Venelles        |
| 5             | Christina Bauer          | 63            | RC Cannes       |
| 6             | Marion Gauthier-Rat      | 59            | Nantes          |
| 7             | Juliette Fidon           | 57            | Béziers         |
| 7             | Isaline Sager-Weider     | 57            | Vandœuvre Nancy |
| 9             | Marija Milović           | 56            | Venelles        |
| 10            | Marie France Garreau-Dje | 52            | Le Cannet       |

| Battute vincenti | Battute vincenti    | Battute vincenti | Battute vincenti     |
| Pos.             | Nome                | Punti            | Squadra              |
| ---------------- | ------------------- | ---------------- | -------------------- |
| 1                | Alexandra Dascalu   | 39               | Saint-Cloud Paris SF |
| 2                | Karolina Goliat     | 35               | Saint-Raphaël        |
| 3                | Karin Palgutová     | 31               | Quimper              |
| 4                | Krystal Rivers      | 29               | Béziers              |
| 5                | Myriam Kloster      | 26               | RC Cannes            |
| 6                | Juliette Fidon      | 25               | Béziers              |
| 6                | Lara Vukasović      | 25               | Saint-Cloud Paris SF |
| 8                | Dominika Drobňáková | 21               | Venelles             |
| 8                | Kiesha Leggs        | 21               | Saint-Raphaël        |
| 8                | Eva Mori            | 21               | Béziers              |

NB: I dati sono riferiti all'intero torneo.